# El Navalín
El Navalín es una entidad de población española de la parroquia de Baíña, perteneciente al concejo de Mieres, en la comunidad autónoma de Asturias.

## Historia
Hacia mediados del siglo XIX, el lugar ya pertenecía al municipio de Mieres. Aparece descrito en el duodécimo volumen del Diccionario geográfico-estadístico-histórico de España y sus posesiones de Ultramar de Pascual Madoz con las siguientes palabras:

NAVALIN: cas. en la prov. de Oviedo, ayunt. de Mieres y felig. de San Bartolomé de Baña. (V.)
(Madoz, 1849, p. 56)

En 2023, la entidad singular de población tenía empadronados cuatro habitantes.